# Roller derby

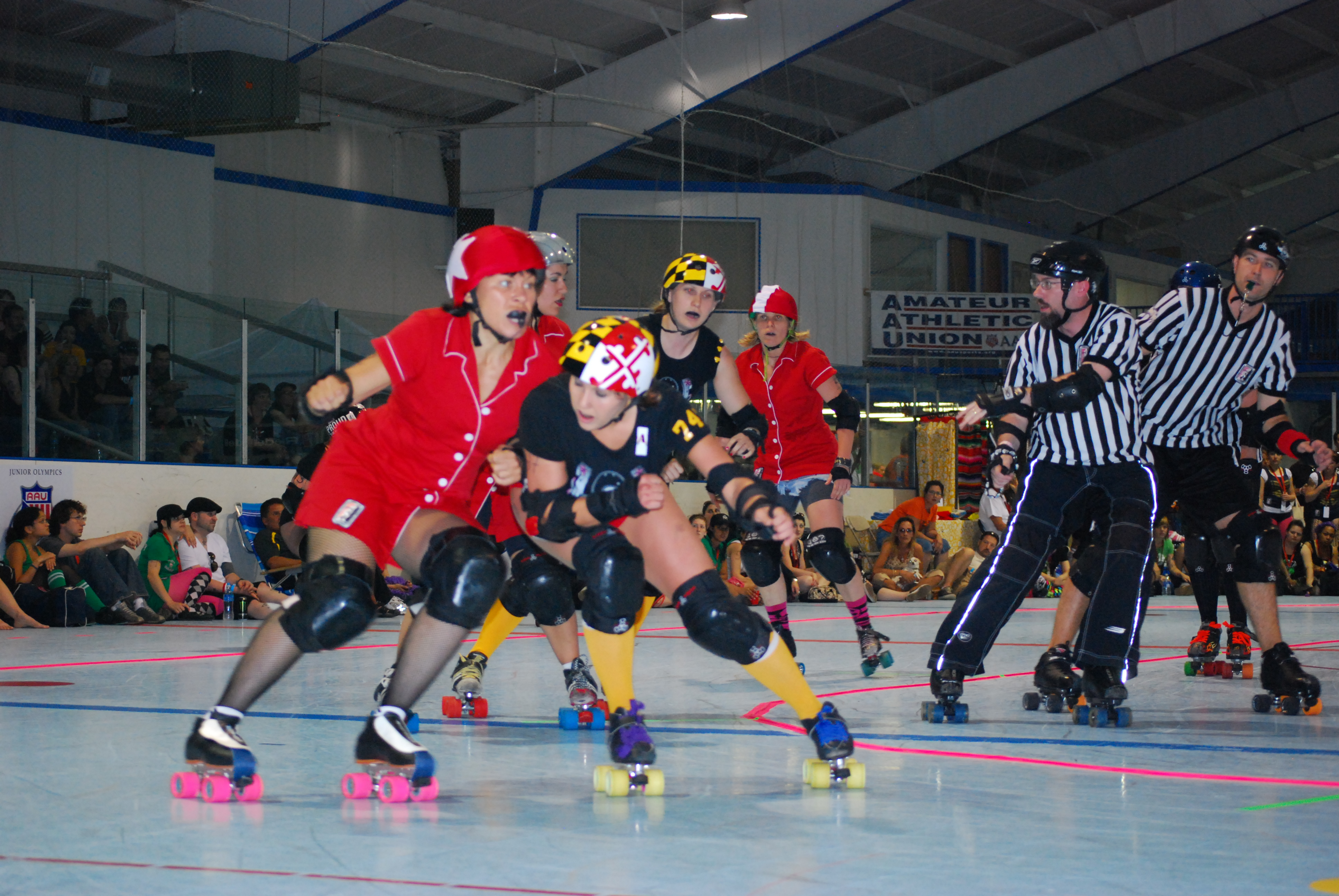
Roller derby

Roller derby is een fullcontact-sport op traditionele quad-rolschaatsen, die vooral door vrouwen wordt beoefend. Het spel wordt gespeeld door twee teams die tegen elkaar strijden op een ovale track. De bedoeling van het spel is dat een speler van het ene team de spelers van het andere team inhaalt. De spelers mogen hun tegenstanders daarbij hinderen.

## Geschiedenis
De sport ontstond rond 1935. Tijdens de economische crisis van die tijd bedacht Leo Seltzer, een impresario uit Chicago, een spektakel rond marathonschaatsen en ijsdansen. Hij organiseerde een uithoudingswedstrijd waarin teams, bestaande uit een man en een vrouw, honderden rondjes moesten afhaspelen.
Damon Runyon, een beroemde sportjournalist uit New York, had tijdens die wedstrijd een paar pittige duels gezien en opperde het idee om lichaamscontact toe te laten en een scoresysteem in te lassen om de spektakelwaarde de hoogte in te jagen. Later bezorgde de komst van de televisie de sport een ongeziene populariteit. Roller derby groeide in de Verenigde Staten uit tot een nationale hype en speelsters als Midge ‘Toughie’ Brasuhn werden heuse cultfiguren. Maar tijdens de crisis van de jaren zeventig kon Seltzer Junior de kosten voor de vele verplaatsingen niet meer dekken. Hij moest zijn spektakel opdoeken. 
Vele promotoren probeerden sindsdien de sport nieuw leven in te blazen, maar pas in 2001 sloeg roller derby opnieuw aan. Dat kwam vooral door toedoen van de ijzersterke en bijzonder agressief spelende Texas Rollergirls en TXRD Lonestar Rollergirls (vroeger één team) uit de Texaanse hoofdstad Austin. Om extra toeschouwers te lokken, trokken de speelsters netpanty's en schoolrokjes aan en schreven ze lijfspreuken op hun uitrusting. Sindsdien groeit de populariteit van roller derby ontzettend snel.

## Spelers
Spelers kiezen vaak een eigen rollerderbynaam, een soort alter ego, zoals Bloody Mary, Bang Bang La Desh, Belle E. Dancer, Demonica Lewinski, Pulp Vixen, Hurt Copain en Paris Kill-ton. De naam kan geïnspireerd zijn op de wettelijke naam van de skater of op zaken waarvan die houdt, of het kan gaan om een leuke woordspeling. Soms ontstaat een naam door een willekeurige gebeurtenis, een bepaald verhaal of een speciale karaktertrek. 
Derbynamen hebben echter ook wel praktische doeleinden. Sommige schaatsers nemen een pseudoniem dat een minder geremd, misschien agressiever persona vertegenwoordigt. Voor anderen is het een manier om in zekere mate anoniem te blijven binnen het rollerderbymilieu.
Oorspronkelijk was het de bedoeling dat elke derbynaam uniek was binnen het rollerderby-universum, en werden deze namen geregistreerd in een internationale database. Deze database werd op vrijwillige basis handmatig onderhouden door skaters. Door de explosieve groei die de sport meemaakte is de originele database in onbruik geraakt. Hierdoor zijn dubbele namen niet de voorkomen, al worden skaters wel geacht hun best te doen om een originele naam te bedenken.
Skaters kiezen ook hun eigen nummer, dat uniek moet zijn binnen hun team. Een nummer mag maximaal vier cijfers tellen. Veel skaters kiezen een nummer dat persoonlijke betekenis heeft of goed past bij de naam die zij hebben gekozen. 

## Uitrusting
Rollerderbyskaters zijn verplicht deze uitrusting te dragen:
- quad-rolschaatsen
- kniebeschermers
- elleboogbeschermers
- polsbeschermers
- helm
- mondstuk

Optioneel kunnen skaters ook scheenbeschermers dragen en extra padding over de borstkas en het zitvlak.

## Spelregels
Een officiële derbywedstrijd (of game, voorheen ook bout genoemd) duurt 60 minuten en bestaat uit twee perioden van 30 minuten. Elke periode wordt nog eens verdeeld in jams van elk 2 minuten. Een jam is de race tussen twee teams waarbij punten gescoord kunnen worden. Tussen elke jam zitten 30 seconden om de spelers te hergroeperen. 
Aan een wedstrijd mogen 15 spelers per team deelnemen. Bij elke jam worden er vijf spelers per team opgesteld: 3 blockers, 1 pivot en 1 jammer.
- Blocker: Blockers hebben een defensieve taak en spelen een belangrijke rol in het bepalen van het pack (pack: zie verder). Ze proberen de jammer van het andere team te hinderen en mogen hun eigen jammer helpen. Een blocker kan geen punten scoren.
- Pivot: De pivot draagt een gestreepte helmmuts. De pivot is een blocker met een extraatje: in bepaalde gevallen mag de pivot de positie van de jammer overnemen waardoor de pivot punten kan scoren.
- Jammer: De jammer is herkenbaar aan de helmmuts met de ster. Deze positie is de enige die punten kan scoren, tenzij de ster wordt doorgegeven aan de pivot.

Bij een jam zetten de jammers zich klaar achter de jammerlijn. De blockers en pivots stellen zich op tussen de jammerlijn en de pivotlijn, die enkele meters voor de jammerlijn ligt. Wanneer het fluitsignaal klinkt begint de jam.
De blockers vormen samen de pack. Op het moment dat de pack in beweging is, mogen de skaters vrij bewegen, zolang ze maar bij elkaar blijven. De jammers proberen zich een weg te banen door de pack om zo punten te scoren. Voor elke blocker van het andere team die de jammer passeert, krijgt het team van de jammer 1 punt. Het is de bedoeling om jouw jammer door de pack te krijgen, maar de jammer van het andere team tegen te houden. Lichaamscontact is daarbij toegestaan; je mag spelers van het andere team wegduwen om plaats te maken, zodat jouw jammer kan passeren.
De jammer die tijdens de eerste ronde van de jam de snelste is en als eerste door de pack skate, wordt lead jammer. De lead jammer heeft het privilege de jam te kunnen beëindigen door met de handen herhaaldelijk op de heupen te tikken. Indien de lead jammer de jam niet eindigt, of er wordt door niemand een lead jammer-status verkregen, vindt er een volledige jam van 2 minuten plaats. Lead jammer worden, heeft dus duidelijk voordelen; de lead jammer kan het andere team ervan weerhouden punten te scoren.
Het team dat op het einde van de bout de meeste punten op de teller heeft staan, wint de wedstrijd.
Niet alles is toegelaten betreffende contact; wie ellebogen of handen gebruikt, riskeert een penalty. Bij penalty's waarbij één of meerdere tegenstanders worden benadeeld verkrijgt men een penalty en dan moet men 30 seconden straftijd uitzitten in de penaltybox. Als een jammer in de penaltybox belandt, kan diens team geen punten scoren. Wie tijdens een wedstrijd 7 penalty's achter de naam krijgt, moet de track verlaten.

## Benelux

### Small Teams Tournament
In 2015 organiseerden Pink Peril (Heerlen) en Northern Lightning Rollergirls (Groningen) de eerste editie van het Small Teams Tournament in Heerlen. Het toernooi werd georganiseerd om kleinere teams de kans te geven toernooiervaring op te laten doen. Bij de eerste editie speelden zes teams, bestaande uit maximaal 10 spelers wedstrijden van 2x15 minuten. Northern Lightning Rollergirls behaalden de eerste plek. De tweede editie van het toernooi werd in 2016 georganiseerd door Pink Peril, wederom in Heerlen. De winst ging deze keer naar het B-team van Rockcity Rollers (Eindhoven).
In 2019 werd de derde editie van het toernooi georganiseerd door de Roadkill Rollers (Nijmegen) in Nijmegen. Aan deze editie deden acht teams bestaande uit maximaal zeven spelers mee. De winnaars van deze editie waren de Market Gardeners (Nijmegen).

### Skates of Glory
Van 2012 tot en met 2016 vond in de buurt van Antwerpen jaarlijks het Beneluxtoernooi Skates of Glory plaats, georganiseerd door de One Love Roller Dolls. De eerste twee edities werden gewonnen door de Gent GO-GO Roller Girls. In 2014 en 2015 wonnen de One Love Roller Dolls zelf de beker.

### WFTDA-toernooi Skate Odyssey
Tot 2017 organiseerden de Gent GO-GO Roller Girls jaarlijks het Europese WFTDA-toernooi Skate Odyssey in Gent. In 2018 werd het omgevormd tot Star Track.

### Nederlands kampioenschap Roller derby
Dit kampioenschap werd georganiseerd door Rockcity Rollers uit Eindhoven.
| Jaar | Datum             | Kampioen                           | 2e plaats                         | 3e plaats                                 |
| ---- | ----------------- | ---------------------------------- | --------------------------------- | ----------------------------------------- |
| 2013 | 14 en 15 december | Amsterdam Derby Dames - All Stars  | Rockcity Rollers (Eindhoven)      | Rotterdam Death Row Honeys                |
| 2015 | 30 en 31 mei      | Rockcity Rollers (Eindhoven)       | Amsterdam Derby Dames - All Stars | Rotterdam Roller Derby - Death Row Honeys |
| 2016 | 10 en 11 december | Amsterdam Roller Derby - All Stars | Rockcity Rollers (Eindhoven)      | Dom City Dolls (Utrecht)                  |

In 2014, 2017 en 2018 werd er geen Nederlands kampioenschap roller derby georganiseerd.

## Verwijzingen
1. ↑  Rockcity Rollers tweede op NK Rollerderby. Eindhovens Dagblad (15 december 2013). Gearchiveerd op 16 december 2013. Geraadpleegd op 16 december 2013.
2. ↑  Bloed, Skates en Tranen - Dutch Championships 2015. Flat Track Stats. Geraadpleegd op 16 januari 2019.
3. ↑  Nederlands Kampioenschap Roller Derby 2016. Flat Track Stats. Geraadpleegd op 16 januari 2019.